# 升田敏則
升田 敏則（ますだ としのり、1949年8月28日 - ）は日本の実業家。B ZONEグループ代表取締役社長。政治家の升田世喜男は弟。

## 人物
青森県小泊村の漁師の長男として生まれる。1964年、15歳の時に集団就職で上京。西銀座の中国料理店を経て亀戸や田町のラーメン店で下働きや出前持ちを2年間過ごした後で、数寄屋橋のカクテル専門店でバーテンを経験し、1968年に青森県黒石市で独立。青森市内でクラブ、バー、カラオケを手掛ける。また、ライブハウスの老舗である「ケントス」の青森県内での開店について、人口50万人が出店最低条件の中で30万人に満たない青森での出店に対して様々な協力を仰いで東京都六本木の本店を口説き落とす形で実現した。その後、ライブハウスなどを次々と手がける一方で、飲食ビルやCVS、エステ事業にも参入した。
その後に音楽制作会社のビーインググループに幹部として入り、離婚前で歌手・倉木麻衣の親権を持っていたが無断で1999年にデビューさせたこと等について倉木が歌手として注目された2000年になって父親の山前五十洋が問題視された際にはビーインググループの代表者として交渉に当たった。
別名トーマスとしても知られている。
2007年に退任した長戸大幸にかわる形でビーイング代表取締役社長に就任した。